# 克里斯·奧利維羅
克里斯·奧利維羅（Chris Olivero，1984年10月15日—）是美國的一位演員。他是義大利人和墨西哥人後裔，出生在史塔克頓。奧利維羅出演過高校風雲等影集。2004年，他和女演員亞歷山卓·皮卡多結婚。